# L'innocente (film 1976)
L'innocente è un film del 1976 diretto da Luchino Visconti. Tratto dal romanzo omonimo di Gabriele D'Annunzio, è l'ultimo film diretto dal regista. Fu presentato fuori concorso al Festival di Cannes 1976, due mesi dopo la morte di Visconti.

## Trama
Nella Roma umbertina del 1891, l'aristocratico Tullio Hermil non ha remore nell'esibire pubblicamente la relazione extra-coniugale con la contessa Teresa Raffo. La docile moglie Giuliana appare rassegnata a una convivenza limitata a "stima e rispetto" reciproci.
Ma allorché, al ritorno da un viaggio di natura sentimentale a Firenze, apprende di un'amicizia sorta tra la moglie e il letterato d'origini popolari Filippo D'Arborio, Tullio manifesta un rinnovato interesse per Giuliana. Durante un soggiorno alla "Badiola", residenza estiva di famiglia, cerca di riconquistarla, ma ben presto viene a sapere che la moglie è incinta d'un figlio frutto della relazione con D'Arborio, che però muore di lì a poco, a causa d'una grave malattia infettiva contratta in Africa.
La gelosia di Tullio si rivolge al nascituro e, dopo avere invano tentato di convincere Giuliana ad abortire, assiste indifferente ed estraneo alla nascita e ai primi giorni di vita di quell'odiata presenza. Poi, durante la messa natalizia, approfittando della solitudine, espone il neonato al gelo, causandone il decesso, di cui solo la moglie può comprendere la causa: nel tentativo di proteggere il figlio, Giuliana era giunta a simulare col marito avversione per quella presenza estranea che li divideva, e ciò aveva rafforzato l'insano proposito omicida di Tullio.
In assenza di prove, la giustizia terrena non può nulla contro l'infanticida. Lasciato dalla moglie, mentre la contessa Raffo, alla quale ha narrato i fatti, giace su un divano stordita dallo champagne, Tullio si toglie la vita con un colpo di pistola.

## Produzione
Visconti realizzò il film in carrozzella, molto sofferente e morì nel marzo del 1976 di trombosi pochi giorni dopo aver visionato, insieme ai suoi più stretti collaboratori, il primo montaggio del film, del quale rimase insoddisfatto. Il ruolo principale venne proposto ad Alain Delon il quale declinò l'offerta (non avrebbe sopportato la pena di vedere dirigere il film da Visconti in carrozzella). Avrebbe dovuto far parte del cast anche Claudia Cardinale. Il film fu presentato al pubblico in quella veste, con lievissime modifiche realizzate dalla cosceneggiatrice Suso Cecchi D'Amico secondo indicazioni datele da Visconti stesso durante una conversazione di lavoro.

## Critica
Pur nel sostanziale rispetto dei tratti principali della personalità del protagonista - il superomismo, l'ateismo fiero, lo spirito raziocinante, anticonformista - Visconti introdusse nella sceneggiatura significative differenze rispetto al romanzo di D'Annunzio, "...sino ad un ribaltamento del testo di partenza e del suo assunto".
- Tale ribaltamento è già preannunciato nel maggiore distacco della narrazione: non è Tullio, il protagonista, a raccontare in prima persona, come, invece, avviene nel romanzo.
- Diversi sono i personaggi femminili nel film. Per la figura della succube e rinunciataria Giuliana, D'Annunzio si era ispirato anche a La mite, che, nel racconto di Dostoevskij, si gettava, sconfitta, dalla finestra - un gesto ripetuto nella vita reale anche dalla moglie dello stesso poeta, nel periodo in cui questi intratteneva una relazione con la contessa Gravina Cruyllas di Rimacca[2]. Nel film, la moglie di Tullio Hermil reagisce al tradimento del marito e non rinuncia a costruirsi una propria esistenza affettiva autonoma, legandosi al poeta D'Arborio. Rivendica, poi, il controllo sul proprio corpo, rifiutandosi di abortire, e infine lascia il marito. Parallelamente, la contessa Raffo, la cui presenza nel romanzo era talmente invisibile da meritarsi l'appellativo di "l'Assente", è proposta nel film come donna autonoma e indipendente, acquistando nel finale il ruolo di giudice del comportamento di Tullio[3] e inducendolo, col suo sprezzante rifiuto, all'estremo passo. In relazione alla questione dell'emancipazione femminile, alcuni temi del dibattito sull'aborto, all'epoca del film particolarmente acceso, trovano un'eco nel confronto tra Tullio e Giuliana, anche se a parti invertite: è Tullio a volere l'aborto, ed è lui a giudicare "immorale e delittuoso" il precetto di anteporre la vita del nascituro a quella della madre.[2]
- Come in molti dei film del suo ultimo periodo, Visconti mostra un nudo integrale maschile, questa volta di Marc Porel, già guardia-amante di Helmut Berger in Ludwig. Qui Porel ha un ruolo più importante: interpreta infatti Filippo D’Arborio, lo scrittore che diventa amante di Giuliana. È lui padre dell'innocente neonato che morirà per mano del padre putativo.
- Nel romanzo, Tullio sopravvive al suo crimine. Nel film "...è lui stesso a giustiziarsi attraverso il suicidio: un gesto che... appare come una vera e propria messa a morte operata dall'autore".[3] L'incapacità di un aristocratico, com'era anche Visconti, nel venire a patti con la modernità, nell'adeguarsi ad essa, ne causa la fine; come avviene per i protagonisti di tutti i film immediatamente precedenti del regista; da Gustav von Aschenbach (Morte a Venezia) sino a Ludwig di Baviera e il "Professore" di Gruppo di famiglia in un interno.[3]

## Riferimenti culturali
- La colonna sonora comprende il rondò "alla turca" di Wolfgang Amadeus Mozart e l'aria Che farò senza Euridice dall'Orfeo ed Euridice di Christoph Willibald Gluck.
- Visconti voleva che Alain Delon e Romy Schneider interpretassero i ruoli principali.
- Tullio Hermil: il protagonista è il tipico eroe (anti-eroe) dei romanzi dannunziani. Tullio Hermil è un ricco e nobile intellettuale nel quale, a parte il particolare dell’agiatezza, possiamo ritrovare facilmente le peculiarità, i paradossi, le manie, gli eccessi di un personaggio in tutto eccessivo come l’autore del romanzo, Gabriele D’Annunzio. Tullio Hermil è in tutto e per tutto un “eroe” dannunziano. Esteta cinico e spietato, seppur combattuto interiormente, si compiace della propria potenza, della possibilità di intervenire nel mondo per plasmarlo e modificarlo senza doverne pagare le conseguenze. Le stesse motivazioni che Tullio adduce per giustificare la propria tardiva confessione rientrano in questo quadro. Egli infatti in una perfetta impostazione superomistica si pone al di sopra della legge stessa che non potrebbe mai giudicarlo correttamente. Già nelle poche righe dell’introduzione si palesano dunque i caratteri di questo antieroe dannunziano. Tullio Hermil si pone come una tappa fondamentale nell’evoluzione dei personaggi di D’Annunzio, da Andrea Sperelli, protagonista de Il piacere, a Giorgio Aurispa e Claudio Cantelmo, “eroi” rispettivamente de Il trionfo della morte e de Le vergini delle rocce. Tullio, rispetto al protagonista del romanzo d’esordio, è uomo più maturo e, per questo, ancora più freddo e cinico ma anche più riflessivo.
- Delitto e castigo di Dostoevskij: sicuramente una delle ispirazioni maggiori per Gabriele D’Annunzio è il romanziere russo Dostoevskij, al quale D’Annunzio si appoggia per la scrittura del suo romanzo L’innocente. Vi sono però delle grandi differenze tra il romanzo Delitto e castigo di Dostoevskij e L’innocente; infatti mentre nel libro dell’autore russo, l’omicidio porta a una redenzione del protagonista che dunque si pente, nel romanzo dannunziano il protagonista non si pente in quanto ritiene di essere al di sopra delle stesse leggi umane. Inoltre, il protagonista dell'Innocente è vittima di un edonismo egoistico che non si trova nel libro di Dostoevskij. Inoltre, i due scrittori si differenziano in quanto D’Annunzio ha studiato psicologia e psichiatria criminale e si ispira al naturalismo e al verismo francese. Un tema in più è quello pseudo-religioso, che nel poeta russo è totalmente assente mentre in D’Annunzio è chiaro; si nota infatti un possibile collegamento del bambino sacrificato come la strage degli innocenti di Erode.

## Incassi
In Italia nella stagione 1976-1977, L'innocente, considerando le sale di prima visione di 16 città capozona, incassò 1.246.472.000 lire, piazzandosi all'ottavo posto.

## Riconoscimenti
- David di Donatello 1976
  - Miglior musicista